# WSE Champions League
Die WSE Champions League der Männer im Rollhockey wurde 1965/66 zum ersten Mal ausgespielt. Zunächst unter dem Namen CERH European Cup ausgetragen, wurde der Name nach Zusammenschluss mit dem CERS Cup Winners umbenannt. Rekordsieger ist der FC Barcelona Hoquei. Der Gewinner der CERH European League tritt im CERH Continental Cup gegen den Sieger des CERS Cup an.

## Sieger
- 1965/66: CP Voltregà (Esp)
- 1966/67: Reus Deportiu (Esp)
- 1967/68: Reus Deportiu (Esp)
- 1968/69: Reus Deportiu (Esp)
- 1969/70: Reus Deportiu (Esp)
- 1970/71: Reus Deportiu (Esp)
- 1971/72: Reus Deportiu (Esp)
- 1972/73: FC Barcelona Hoquei  (Esp)
- 1973/74: FC Barcelona Hoquei (Esp)
- 1974/75: CP Voltregà (Esp)
- 1975/76: CP Voltregà (Esp)
- 1976/77: Sporting CP (Por)
- 1977/78: FC Barcelona Hoquei (Esp)
- 1978/79: FC Barcelona Hoquei (Esp)
- 1979/80: FC Barcelona Hoquei (Esp)
- 1980/81: FC Barcelona Hoquei (Esp)
- 1981/82: FC Barcelona Hoquei (Esp)
- 1982/83: FC Barcelona Hoquei (Esp)
- 1983/84: FC Barcelona Hoquei (Esp)
- 1984/85: FC Barcelona Hoquei (Esp)
- 1985/86: FC Porto (Por)
- 1986/87: HC Liceo La Coruña (Esp)
- 1987/88: HC Liceo La Coruña (Esp)
- 1988/89: Club Esportiu Noia (Esp)
- 1989/90: FC Porto (Por)
- 1990/91: Óquei Clube de Barcelos (Por)
- 1991/92: HC Liceo La Coruña (Esp)
- 1992/93: Igualada HC (Esp)
- 1993/94: Igualada HC (Esp)
- 1994/95: Igualada HC (Esp)
- 1995/96: Igualada HC (Esp)
- 1996/97: FC Barcelona Hoquei (Esp)
- 1997/98: Igualada HC (Esp)
- 1998/99: Igualada HC (Esp)
- 1999/00: FC Barcelona Hoquei (Esp)
- 2000/01: FC Barcelona Hoquei (Esp)
- 2001/02: FC Barcelona Hoquei (Esp)
- 2002/03: HC Liceo La Coruña (Esp)
- 2003/04: FC Barcelona Hoquei (Esp)
- 2004/05: FC Barcelona Hoquei (Esp)
- 2005/06: AP Follonica Hockey (Ita)
- 2006/07: FC Barcelona Hoquei (Esp)
- 2007/08: FC Barcelona Hoquei (Esp)
- 2008/09: Reus Deportiu (Esp)
- 2009/10: FC Barcelona Hoquei (Esp)
- 2010/11: HC Liceo La Coruña (Esp)
- 2011/12: HC Liceo La Coruña (Esp)
- 2012/13: SL Benfica (Por)
- 2013/14: FC Barcelona (Esp)
- 2014/15: FC Barcelona (Esp)
- 2015/16: SL Benfica (Por)
- 2016/17: Reus Deportiu (Esp)
- 2017/18: FC Barcelona (Esp)
- 2018/19: Sporting CP (Por)
- 2019/20: Wettkampfabbruch aufgrund der COVID-19-Pandemie
- 2020/21: Sporting CP (Por)
- 2021/22: GSH Trissino (Ita)
- 2022/23: FC Porto (Por)
- 2023/24: Sporting CP (Por)

## Referenzen
- https://issuu.com/cerh-committee/docs/cerh_media_guide_12-13